# 李新 (1936年)
李新（1936年2月—），黑龙江省人。中华人民共和国电影导演。

## 生平
李新早年担任铁路工人。1959年，考入北京电影学院导演系，毕业后到北京电影制片厂从事导演工作，执导影片《十五的月亮》、《死去活来》、《木屋》、《半夜鸡叫》、《范进中举》、《年青一代》、《混世》等。创作剧本《陆游》、《潮汐奏变曲》、《死去活来》、《京都球侠》等。他导演的电视连续剧《新星》获中国电视金鹰奖一等奖。1988年，被评选为“新时期全国影视十佳导演”。

## 作品
| 时间   | 电影             | 身份                 | 主角                               |
| ------ | ---------------- | -------------------- | ---------------------------------- |
| 2018年 | 《海之战》       | 导演                 | 许毛毛、徐光宇、罗云琦、阿蒂娅     |
| 2008年 | 《刘少奇故事》   | 编剧（导演是马庆欣） | 郭连文、俞颖、史超、张斌           |
| 1993年 | 《井冈山》       | 导演                 | 王震、王之夏、张辛元、洪涛、许建国 |
| 1990年 | 《荒唐事件》     | 导演、编剧           | 赵有亮、管宗祥、张天喜             |
| 1988年 | 《风流女探》     | 导演、编剧           | 吴丹、卢君、于震寰、白凡           |
| 1987年 | 《京都球侠》     | 编剧（导演谢洪）     | 张丰毅、陈佩斯、姜昆、宝丽娜·拉芳  |
| 1987年 | 《死去活来》     | 导演、编剧           | 方子哥、雷明、詹萍萍、陈肖依       |
| 1986年 | 《新星》         | 导演、编剧           | 周里京、鲁非、刘冬、梁彦           |
| 1986年 | 《十五的月亮》   | 导演                 | 于莉、马树超、萨仁高娃             |
| 1980年 | 《戴手铐的旅客》 | 副导演（导演于洋）   | 于洋、马树超、赵子岳、蔡明         |